# مارك روهان
مارك روهان (بالإنجليزية: Mark Rohan)‏ هو دراج أيرلندي، ولد في 26 يوليو 1981 في Ballinahown ‏ في جمهورية أيرلندا.

## وصلات خارجية
- الموقع الرسمي